# Jerzy (Korenistow)
Jerzy, imię świeckie Aleksy Wasiliewicz Korenistow (ur. 1 marca?/14 marca 1900 w Carskim Siole, zm. 16 listopada 1979 w Łodzi) – arcybiskup Polskiego Autokefalicznego Kościoła Prawosławnego, pierwszy ordynariusz jego diecezji łódzko-poznańskiej. Ostatni hierarcha pochodzenia rosyjskiego w episkopacie PAKP. W latach 1962–1965 i 1969–1970 locum tenens metropolii warszawskiej.

## Młodość i edukacja
Urodził się w rodzinie kupca Wasilija Korenistowa i Zinaidy zd. Balukowej. Po rewolucji październikowej znalazł się na ziemiach polskich. W okresie między 1 stycznia a 21 września 1921 r. wzmiankowany w dokumentacji dowództwa Obozu Internowanych nr 15 w Toruniu jako pracujący tam felczer.  
W 1922 r. rozpoczął naukę w seminarium duchownym w Wilnie. Po roku opuścił je, by przenieść się od razu do VI klasy seminarium w Krzemieńcu, które ukończył w 1924 r.. 28 kwietnia (lub 23 sierpnia) 1924 r. złożył śluby zakonne w ławrze Poczajowskiej przed biskupem pińskim i poleskim Aleksandrem. W klasztorze tym otrzymywał kolejno święcenia diakońskie i kapłańskie w dniach 24 sierpnia i 29 sierpnia tego samego roku. W 1930 r. uzyskał obywatelstwo polskie. Edukację teologiczną kontynuował w Studium Teologii Prawosławnej Uniwersytetu Warszawskiego, otrzymując w 1931 r. tytuł magistra nauk teologicznych. Był tam wyróżniającym się studentem.

## Wczesna działalność
W 1928 r. delegowany został do Płocka w celu obsługiwania potrzeb religijnych ludności prawosławnej miast Płocka, Włocławka, Aleksandrowa Kujawskiego i Rypina.
W latach 1931–1932 był kolejno proboszczem parafii w Radomiu i Kielcach. Parafie te prowadził w okresie, gdy obydwie straciły dotychczasowe cerkwie, zrewindykowane na rzecz Kościoła katolickiego. Nabożeństwa odprawiał najczęściej w prywatnych domach. Następnie, w 1933 r., został przeniesiony do parafii św. Jerzego we Lwowie, gdzie pracował niecały rok. Wyznaczono go bowiem na przełożonego monasteru w Żyrowiczach w diecezji grodzieńskiej, którą to funkcję pełnił do listopada 1935 r. . W latach 1935–1938 był proboszczem i dziekanem w Łunińcu na Polesiu, zaś przez cztery kolejne lata – członkiem Konsystorza Duchownego w Pińsku.

## Biskup
8 lutego 1942 r. odbyła się jego chirotonia na biskupa brzeskiego, wikariusza diecezji pińskiej niekanonicznego Ukraińskiego Autokefalicznego Kościoła Prawosławnego. Początkowo jednak nie wykonywał swoich obowiązków, co zdaniem arcybiskupa Szymona (Romańczuka) jest dowodem na uznanie przez niego niekanoniczności struktury, do której został włączony. Metropolici UAKP Aleksander (Inoziemcow) i Polikarp (Sikorski) w roku następnym wyraźnie upominali go w listach za taką postawę, sugerując, że może zostać pozbawiony godności. Najprawdopodobniej pod wpływem tych nacisków pod koniec 1943 r. biskup Jerzy ostatecznie uległ i zamieszkał w Brześciu, czego dotąd unikał, i zaczął sprawować obowiązki biskupie. Z miasta wyjechał w 1944 r. na krótko przed wejściem na te tereny Armii Czerwonej. Udał się wówczas do Warszawy. 31 grudnia 1946 r. został wyznaczony na tymczasowego zwierzchnika Prawosławnej Administratury na Ziemiach Odzyskanych. 

Sobór św. Aleksandra Newskiego w Łodzi. Biskup Jerzy (Korenistow) od 1947 r. służył w tej cerkwi, początkowo jako proboszcz, następnie jako biskup

27 maja 1947 metropolita warszawski i całej Polski Dionizy (Waledyński) skierował go do parafii św. Aleksandra Newskiego w Łodzi w charakterze proboszcza. Jego święcenia biskupie były kwestionowane ze względu na wątpliwości dotyczące okoliczności powstania UAKP; ostatecznie uznano je dopiero 31 grudnia 1947. Następnie, 26 kwietnia 1948, został włączony do tymczasowego Kolegium Rządzącego Polskim Kościołem Prawosławnym pod przewodnictwem arcybiskupa Tymoteusza (Szrettera). 
W czerwcu 1948 razem z pozostałymi członkami Kolegium (ks. Jan Kowalenko, ks. Eugeniusz Naumow, ks. Wsiewołod Łopuchowicz, Mikołaj Sieriebriannikow oraz arcybiskup Tymoteusz) udał się do Moskwy, gdzie patriarcha Aleksy I miał ponownie zjednoczyć Kościół prawosławny w Polsce z Kościołem Rosyjskim, a następnie udzielić mu po raz drugi autokefalii (pierwsza, nadana przez Patriarchat Konstantynopolitański, nie była akceptowana przez Rosyjski Kościół Prawosławny). Jak wspominał biskup Jerzy, uczestnicy delegacji obawiali się, że bezpośrednio ze stolicy ZSRR zostaną wywiezieni do łagrów. Ostatecznie jednak nic takiego nie zaszło, zaś biskup Jerzy nawiązał przyjazne stosunki z patriarchą Aleksym I, z którym następnie korespondował. 
Od 12 listopada 1948 r. stał na czele diecezji łódzko-wrocławskiej, zaś po reorganizacji podziału administracyjnego Polskiego Autokefalicznego Kościoła Prawosławnego 31 stycznia 1951 r. został pierwszym zwierzchnikiem nowo powstałej diecezji łódzko-poznańskiej. 9 kwietnia 1958 r. podniesiony do godności arcybiskupa łódzko-poznańskiego. Funkcję tę pełnił do końca życia. Hierarcha utrzymywał bliskie kontakty z żyjącą w Łodzi społecznością rosyjską, w której cieszył się znacznym szacunkiem. Według wspomnień rosyjskich mieszkańców Łodzi żył bardzo skromnie; interesował się muzyką poważną.

### Locum tenensmetropolii warszawskiej
Po śmierci metropolity warszawskiego i całej Polski Tymoteusza, od 24 maja 1962 do 25 maja 1965 r. pełnił funkcję locum tenens metropolii warszawskiej. Władze PRL, otwarcie ingerujące wówczas w życie PAKP, uniemożliwiały przez ten okres przeprowadzenie wyborów nowego zwierzchnika Kościoła. W publikacjach Rzeczypospolitej pojawiła się teza, że wybór arcybiskupa Jerzego na metropolitę warszawskiego i całej Polski był blokowany przez SB. Według dziennikarza Rzeczypospolitej Cezarego Gmyza arcybiskup został uznany za nieodpowiedniego kandydata z powodu chęci zachowania dobrych stosunków z Kościołem katolickim, co interpretowano jako „chęć odegrania roli prawosławnego Wyszyńskiego”, oraz z powodu sprzeciwu wobec kontroli Urzędu ds. Wyznań nad PAKP. Natomiast Ryszard Michalak pisze, że arcybiskup Jerzy nie został metropolitą, gdyż starał się nie pozwolić, by Urząd ds. Wyznań wyznaczał kierunki bieżącej polityki Kościoła. Wbrew jego wskazaniom zamierzał utrzymywać z Kościołem rzymskokatolickim dobre kontakty, chłodno zaś odnosić się do Polskiej Rady Ekumenicznej. Ponadto Ministerstwo Spraw Wewnętrznych negatywnie oceniało utrzymywanie przez Jerzego prywatnych kontaktów z biskupami rzymskokatolickimi: Wacławem Majewskim, Zygmuntem Choromańskim i Michałem Klepaczem.
W swoich publicznych wypowiedziach arcybiskup Jerzy nie atakował władz komunistycznych. W 1964 r., w liście pasterskim wydanym z okazji 20. rocznicy manifestu lipcowego pisał, iż PAKP w PRL posiada pełną swobodę realizowania swojej misji, może również włączać się w światowy ruch na rzecz pokoju. Mimo tego w notatkach władz nt. poszczególnych hierarchów PAKP zachowała się jego następująca charakterystyka:

Dygnitarz kościelny zapatrzony w przeszłość, którego ideałem jest wzór biskupa i metropolity z czasów carskich. Ma podświadomą niechęć do ustroju socjalistycznego, szczególnie do ZSRR

Duchowny był inwigilowany przez SB, jak również przez agenta radzieckiego o pseudonimie Pawłowicz, skierowanego do Polski w ramach współpracy służb obydwu krajów. Sprawę obiektową przeciwko hierarsze prowadził Wydział IV Komendy Wojewódzkiej Milicji Obywatelskiej w Łodzi, nie stwierdził jednak, by arcybiskup prowadził działalność wrogą państwu.

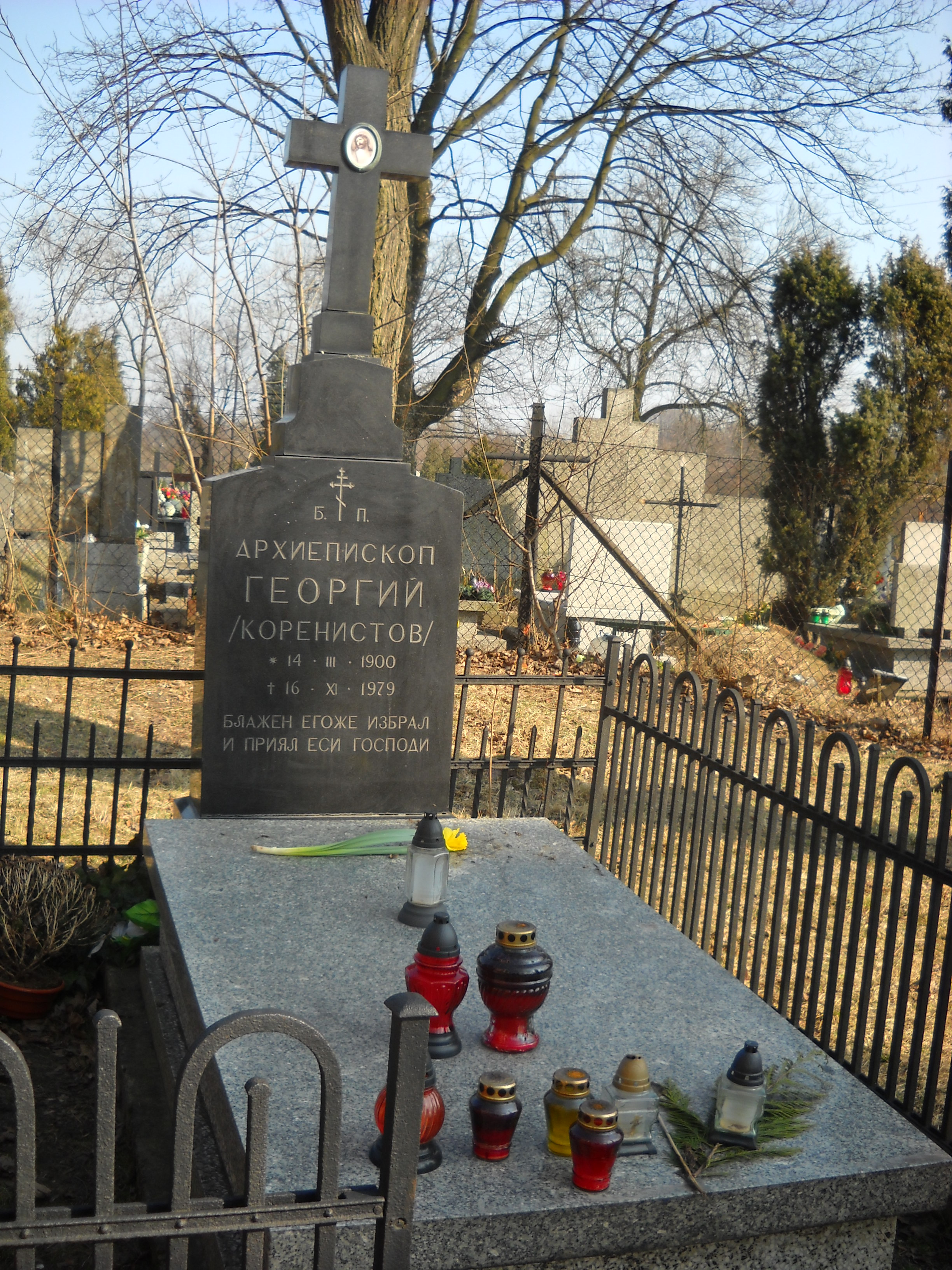
Grób arcybiskupa na cmentarzu na Dołach w Łodzi

Sobór biskupów, który wybrałby nowego zwierzchnika, był przez dwa lata uniemożliwiany przez władze, które nie wydawały zezwolenia na przeprowadzenie chirotonii biskupiej czwartego hierarchy i uzyskanie tym samym kanonicznie wymaganej liczby biskupów w Kościele autokefalicznym. Dopiero w 1964 r. władze pozwoliły na wyświęcenie czwartego biskupa – ks. Mikołaja Niesłuchowskiego, który przyjął imię zakonne Nikanor. Sobór biskupów w 1965 r. wybrał na nowego zwierzchnika PAKP arcybiskupa białostockiego i gdańskiego Stefana. Tylko jego władze PRL były skłonne zaakceptować na urzędzie metropolity warszawskiego i całej Polski.
Arcybiskup Jerzy (Korenistow) pełnił ponownie obowiązki locum tenens po śmierci metropolity Stefana, w okresie między 29 marca 1969 a 24 stycznia 1970 r.. I tym razem według publikacji „Rzeczypospolitej” władze PRL miały nie dopuścić do jego wyboru na zwierzchnika Kościoła; następcą metropolity Stefana został biskup wrocławski i szczeciński Bazyli. 
Jerzy (Korenistow) zmarł 16 listopada 1979 r. w szpitalu w Łodzi i został pochowany na łódzkim cmentarzu prawosławnym na Dołach, w pobliżu cmentarnej cerkwi Zaśnięcia Matki Bożej. Był ostatnim hierarchą cerkwi prawosławnej w Polsce pochodzenia rosyjskiego.